# Comuna Krîvi Kolina, Talne
Krîvi Kolina (în ucraineană Криві Коліна) este o comună în raionul Talne, regiunea Cerkasî, Ucraina, formată din satele Cesnopil și Krîvi Kolina (reședința).

## Demografie
Componența lingvistică a comunei Krîvi Kolina
     Ucraineană (97,12%)
     Rusă (2,54%)
     Alte limbi (0,11%)
Conform recensământului din 2001, majoritatea populației comunei Krîvi Kolina era vorbitoare de ucraineană (97,12%), existând în minoritate și vorbitori de rusă (2,54%).